# MIOYAE
MIOYAE（ミオヤエ）は、MIO（ミオ）とYAE（ヤエ）の双子姉妹で、共に東京都出身のモデル、女優である。生年月日は共に1995年10月5日。ABP inc.所属。二卵性双生児。

## 主な出演

### 雑誌
- 「ガールラブズボーイ」（髪書房）
- 「KERA!」（インデックス・コミュニケーションズ）
- 「なかよし」、「ViVi」、「disney fan」（講談社）
- 「アリスデコ」（インフォレスト）表紙
- 「ビーズUP」（スタンダードマガジン）
- 「Audition」（白夜書房）
- 「B.L.T.」（東京ニュース通信社）
- 「Girls!」（双葉社）
- 「shinbiyo」（新美容出版）
- 「SPUR pink」（集英社）
- 「デジキャパ！」（学研パブリッシング）

### 広告
- スシロー『大漁旗篇』TVCF（2010年4月～2011年3月）
- ユニクロ『POLO SHIRT 2011 SS』（2011年4月～2011年6月）
- 資生堂 事業広告『美のプロッフェショナル篇』（2014年）
- サンリオ『CHANRIO MAKER』スチール（2015年7月～）
- KINCHO ゴンゴン
  - 「知りとーなかった」篇（2016年9月）[3]
  - 「何してくれとんねん」篇（2017年9月）
  - 「メンズダンス」篇（2018年9月）[4]
- 小田急電鉄 HELLO NEW ODAKYU! 
  - 「複々線完成への想い」篇（2017年1月）[5]
  - 「快適になる」篇（2017年5月）[6]
  - 「早く・便利になる」篇（2017年10月）[7]
  - 「新しい小田急誕生」篇（2018年1月）[8]
- CNCIグループ 「楽しさ、ヨリドリ、ミドリ。」篇（2017年12月）[9]
- 伊藤園 お〜いお茶 ほうじ茶 「ほうじ茶女子会」篇（2018年9月）[10]

### テレビドラマ
- 小公女セイラ（2009年、TBS系列） - 横田ケイ、横田メイ 役
- 私立バカレア高校（2012年、日本テレビ）
- 牙狼〈GARO〉-GOLDSTORM- 翔 第1話（2015年、テレビ東京） - ホラー 役
- 忠臣蔵の恋〜四十八人目の忠臣〜（2016年、NHK総合） - 小姓・みお、小姓・やえ 役
- 時代をつくった男 阿久悠物語（2017年、日本テレビ） - 双子タレント 役
- 連続テレビ小説 半分、青い。（2018年、NHK） - ツインズ 役[11][12][13]
- 仮面ライダーセイバー（2021年、テレビ朝日）- 伊本マミ、伊本レミ 役

### テレビ番組
- F.C. TOKYO COLORS（2018年、TOKYO MX）
- それって!?実際どうなの課（2021年1月27日 - 、中京テレビ）- ダイエット企画（不定期）
- 巷のウワサ大検証!それって実際どうなの会（2024年7月31日 - 、TBSテレビ）

### 映画
- バルーンリレー（2012年6月23日公開） - 亜紀、由紀 役
- 神様のいうとおり（2014年11月15日公開）
- SeaOpening/シー・オープニング（2018年2月10日公開） - アイ、コイ 役
- 十二単衣を着た悪魔（2020年11月6日公開）
- 春画先生（2023年10月13日公開） - 少女たち

### PV
- 徳永英明 シングル「抱きしめてあげる」（2008年、ユニバーサルミュージック）
- 大野靖之 シングル「ヒリヒリ」（2010年 、ユーキャン）
- 黒夢 『13 new ache』（2011年、エイベックス）
- Aimer『broken NIGHT』（2014年 、ソニー・ミュージックレーベルズ）
- 黒夢 『ゲルニカ』（2014年、エイベックス）
- CHiCO『6:00 PM』（2025年、ミュージックレイン）[14]

### 舞台
- 問題のない私たち（2015年7月 - 8月）
- ドリームレスキュー 言うことナース!〜いちもにもなくエピソード3〜（2016年4月）
- Life pathfinder 2016（2016年7月）
- カードファイト!! ヴァンガード 〜バーチャル・ステージ〜リンクジョーカー編（2017年4月） - ジリアン・チェン、シャーリーン・チェン 役
- shared TRUMPシリーズ 音楽朗読劇「黑世界 ～リリーの永遠記憶探訪記、或いは、終わりなき繭期にまつわる寥々たる考察について～」（2020年9月 - 10月）
- 進戯団 夢命クラシックス×07th Expansion「うみねこのなく頃に〜Stage of the golden Witch〜」シリーズ（2022年 - 2025年） - 紗音、嘉音 役